# Batalha de Saint-Denis (1678)
A Batalha de Saint-Denis foi um conflito militar da Guerra Franco-Holandesa lutado em 14 e 15 de Agosto de 1678, perto de Saint-Denis na atual Bélgica, entre o exército francês comandado pelo Duque de Luxemburgo e o exército holandês comandado por Guilherme III de Orange.  Esta foi a última batalha da guerra, e foi lutada após a assinatura do Tratado de Nimegue entre França e Países Baixos no dia 10 de Agosto de 1678 e a partir deste momento francos e holandeses se tornaram aliados.